# Estadio Francisco Montaner
El Estadio Francisco Montaner es un estadio multipropósito ubicado en la ciudad puertorriqueña de Ponce. Su construcción comenzó en el año 1947 y fue abierto oficialmente 2 años después, el 15 de octubre de 1949. Es usado para varias prácticas deportivas pero la principal es el béisbol, siendo la sede del equipo profesional local Leones de Ponce. El estadio tiene una capacidad estimada para albergar a 11 537 espectadores.